# Зашков (Львовский район)
За́шков (укр. За́шків) — село во Львовской городской общине Львовского района Львовской области Украины.
Расположено у речки Недильчины, притока Полтвы, в 23 км от Жолквы. Железнодорожная станция на линии Жолква — Львов. Население — 1411 человек.
Каждый год в Зашкове с 6 на 7 июля, в ночь на Ивана Купала, проводится этнический фестиваль «Купальский венок». А в середине июня ежегодно здесь проходит одноименный фестиваль «Зашков – Земля Героев» – патриотический фестиваль, основанный молодежными общественными организациями Львовщины в 2006 году и приуроченный ко дню рождения Евгения Коновальца.

## История
Первое письменное упоминание о селе относится к 1377 г.
В 1377 г. князь Владислав Опольский подарил Зашков монахам-доминиканцам. Эта дата и является первым письменным упоминанием о селе Зашков. Ранее здесь был построен монастырь.
На территории села Завадова находится древнерусское городище X—XI веков.
В период фашистской оккупации недалеко от села народные мстители из «Народной гвардии им. Ивана Франко» пустили под откос гитлеровский эшелон и уничтожили 10 цистерн с бензином.

## Персоналии
В Зашкове родился Евгений Коновалец (1891—1938) — известный деятель украинского националистического движения 1929 — 1938, один из главных организаторов Украинской войсковой организации (1920), председатель ОУН (с 1929).

## Достопримечательности
- мемориальный музей и памятник Е. Коновальцу.
- церковь Архистратига Михаила (1906).